# Хакоах (Чернівці)
"Хакоах" Чернівці (іврит: מועדון הכדורגל הכח טשערנאװיץ, рум. Hakoah Cernăuți) — єврейський футбольний клуб із Чернівців, що існував у 1920-33 роках.

## Історія
Клуб було засновано бл. 1920 року. Виступав у місцевих змаганнях Буковини і одного разу в чемпіонаті Румунії (дійшов до чвертьфіналу). 25 лютого 1932 року "Хакоах" увійшов до структури іншого чернівецького клубу "Маккабі", який було розпущено в 1940 з приходом радянських військ. 
До 1928 року клуб не мав власного стадіону. Домашні матчі проводили на "Польському Боїску", "Янпляц", "Маккабіпляц" та "Драґош-Воді". З весни 1928 року мав власне поле, але клуб не допустили до гри в першій класі чемпіонату. Останню домашню гру провів 8 листопада 1931 року.

## Досягнення
- Чвертьфіналіст Чемпіонату Румунії: 1926

- Чемпіонат Буковини
  -  Чемпіон: 1925/26
  -  Срібний призер: 1928/29
  -  Брозовий призер: 1924/25, 1930/31